# Connarus bracteosovillosus
Connarus bracteosovillosus là một loài thực vật có hoa trong họ Connaraceae. Loài này được Forero mô tả khoa học đầu tiên năm 1981.